# Шедевиль, Николя
Николя Шедевиль (фр. Nicolas Chédeville; 20 февраля 1705, Сере — 6 августа 1782, Париж) — французский музыкант, композитор, изготовитель музыкальных инструментов и педагог, представитель семейства Шедевилей.

## Биография
Родился в семье Пьера Шедевиля — земледельца и торговца. Два старших брата Николя — Пьер и Эпри-Филипп — стали музыкантами. Самого Николя, по-видимому, обучал музыке и ремеслу изготовления музыкальных инструментов его двоюродный дед Луи Оттетерр, и в начале 1720-х годов тот поступил на службу в оркестр Парижской оперы как гобоист и исполнитель на мюзете. В ноябре 1725 года он унаследовал место в придворном ансамбле гобоистов, которое до него занимали Жан Оттетерр и Эпри-Филипп Шедевиль (это назначение носило характер временного до смерти Оттетерра в 1732 году, после чего Шедевиль стал постоянным обладателем места).
Со временем приобрёл высокую репутацию как преподаватель игры на мюзете, обучая членов самых родовитых семейств Франции, в том числе примерно с 1750 года — принцессу Викторию, которой посвятил сочинение Les Impromptus de Fontainebleau. Другой ученицей Шедевиля была мадемуазель де Божоле, принцесса Орлеанская. Композитор собирался посвятить ей один из первых сборников своих произведений, но юная аристократка скончалась до выхода сборника, и вместо посвящения автор ограничился размещением в книге её герба. Получил официальный титул учителя мюзета принцесс Франции. Среди мужчин-учеников был герцог д’Омон, первые уроки мюзета получивший от Шедевиля, по всей видимости, в ходе Рейнской кампании.
Был также известен как мастер по изготовлению мюзетов; современная Шедевилю литература приписывает ему расширение нижней границы диапазона инструмента — согласно газетной публикации 1733 года, до ноты «до» контроктавы. Тот же источник сообщает, что Шедевиль изменил расположение клапанов на малой трубке мюзета, облегчив их использование. Вместе с Эпри-Филиппом они также создавали волынки и шалюмо.
Расстался с местом в оркестре оперы в 1848 году с пенсией в 600 ливров, хотя по приглашению играл в нём партию мюзета и позже. В королевском ансамбле гобоев официально состоял до самой смерти в 1782 году, хотя, видимо, на службе появлялся в последний раз не позднее 1780 года, когда Делаборд ошибочно сообщил о смерти Шедевиля.

## Творчество
Основным инструментом, для которого сочинял музыку Николя Шедевиль, был мюзет, но, учитывая рост популярности колёсной лиры, композитор многие свои произведения составлял так, что они могли исполняться на любом из этих инструментов, а также на гобое и флейте. Учитывая характер инструментов, для которых писал музыку Шедевиль, большинство его произведений непродолжительны, и каждый его сборник содержит значительное количество сочинений.
Свои первые произведения для мюзета и колёсной лиры опубликовал под названием Amusements champêtres и авторским псевдонимом Chedeville le jeune в 1829 году. Это же название сохранили и следующие два сборника Шедевиля — более ранний вышел под тем же псевдонимом, а последний под псевдонимом Chedeville le cadet. Музыка в первых двух сборниках Николя Шедевиля напоминает ранние «Симфонии» его старшего брата Эпри-Филиппа, но уже с опуса 3 его произведения становятся более значительными и технически сложными. Особняком в творчестве композитора стоит его опус 6, созданный под влиянием военной кампании, в которой он сопровождал принца Конти. В этой работе отдельные части озаглавлены в честь конкретных сражений, а в музыке, согласно посвящению, предваряющему сборник, Шедевиль пытался передать «воинственные образы». Две подборки произведений, опус 9 и опус 14, композитор посвятил своим ученикам. В этих сборниках пьесы не собраны в сюиты или сонаты, а сложность каждой отдельной пьесы в опусе 9, по-видимому, подобрана в соответствии с исполнительским мастерством конкретного ученика.
В 1737 году издатель Жан-Ноэль Маршан выпустил музыкальный сборник Il pastor fido, автором которого значился Антонио Вивальди. Однако спустя 11 лет Маршан публично признался, что на самом деле музыка в Il pastor fido написана Николя Шедевилем, но по договорённости с автором издана под другим именем. Шедевиль оплатил издание нот и получал отчисления от их продаж. В каталогах этот сборник значится как опус 13 Шедевиля. Музыковед Филипп Лека предполагает, что, скрываясь за именем великого современника, французский композитор пытался добавить популярности своему любимому инструменту — мюзету, для которого написан Il pastor fido. В целом в этот период Шедевиль проявлял заметный интерес к музыке итальянских мастеров: так, в 1739 году он получил привилегию на издание собственных аранжировок для флейты, колёсной лиры и мюзета концертов и сонат итальянских композиторов. Этот сборник, Le printems, ou Les saisons amusantes, включает переработки произведений в общей сложности десяти итальянских авторов, включая «Весну» из «Времён года» Вивальди, а также Кванца и Махаута. Итальянское влияние ощущается и в опусе 7 Шедевиля — единственной в наследии композитора подборке произведений для поперечной флейты, гобоя или скрипки; эту работу отличает большее богатство тональностей, чем в обычных для Шедевиля произведениях для мюзета.